# NGC 7708
NGC 7708 este o galaxie situată în constelația Cefeu. A fost descoperită în 19 septembrie 1787 de către William Herschel.